# Ouse Valley Viaduct

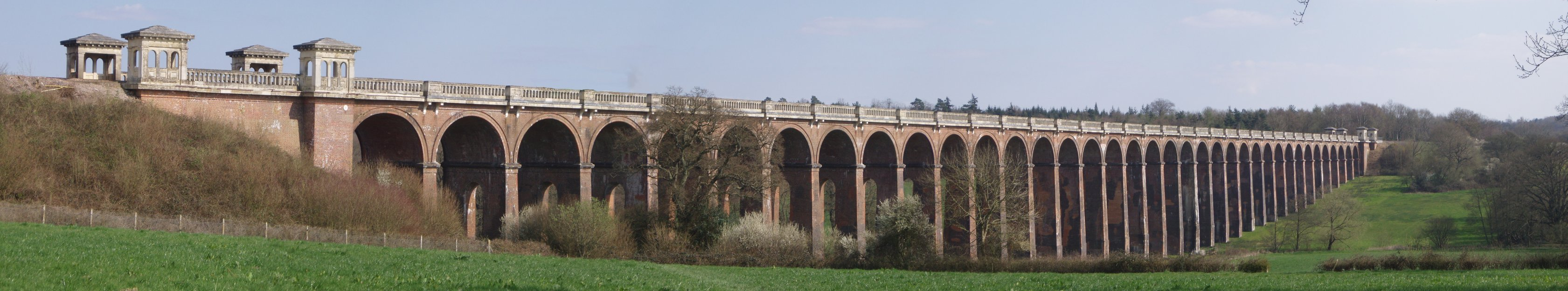
Het Ouse Valley Viaduct

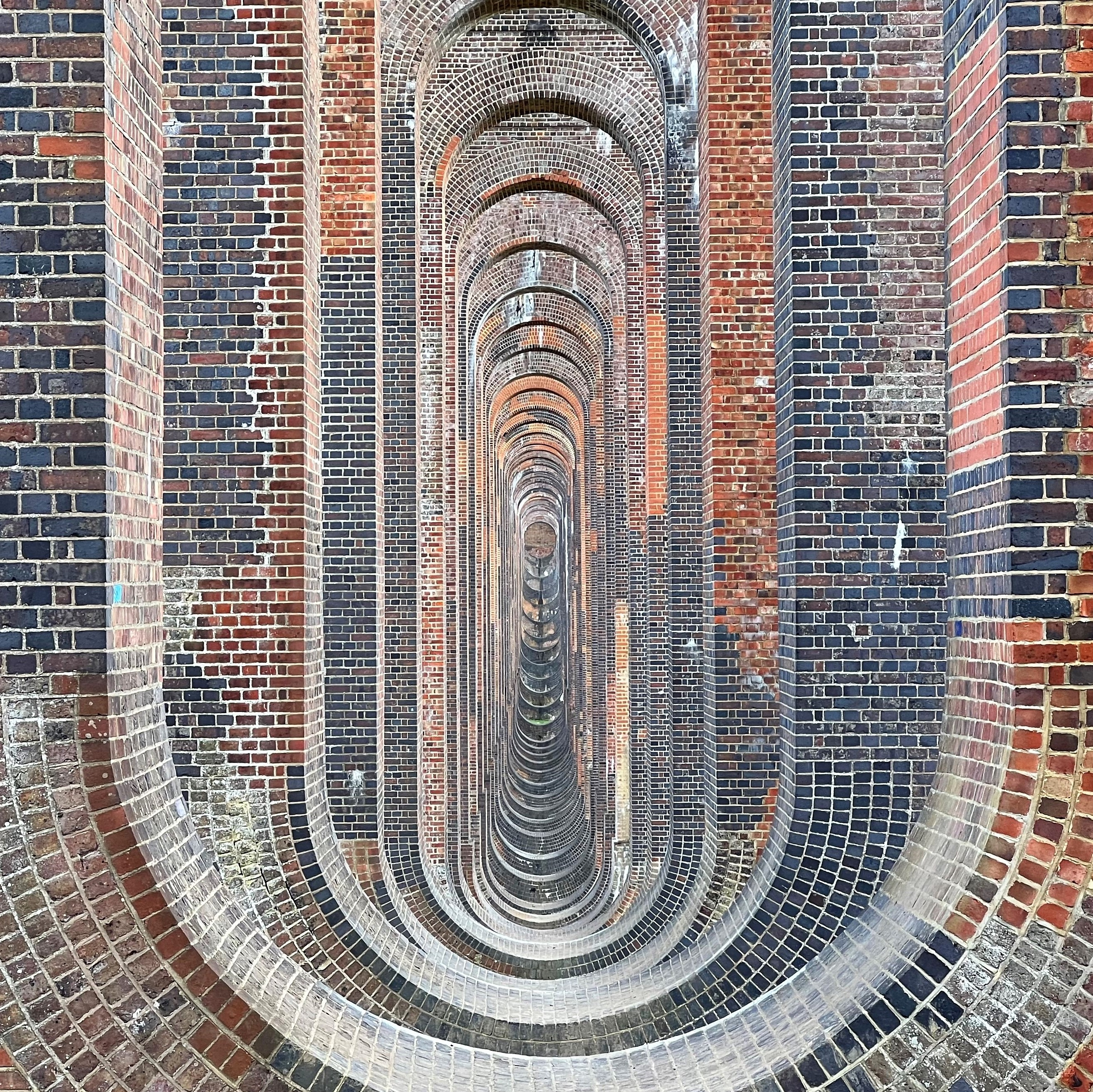
Onder de bogen

Het Ouse Valley Viaduct is een spoorbrug over de rivier de Ouse, ten noorden van Haywards Heath in West Sussex (Verenigd Koninkrijk). Het is opgetrokken uit baksteen en heeft 37 bogen. Aan beide uiteinden zijn op het viaduct vier paviljoens geplaatst.
Het viaduct werd gebouwd in de periode 1839 tot 1842 en was onderdeel van de London and Brighton Railway. Het viaduct wordt gezien als het meest elegante spoorviaduct in Groot-Brittannië. Er zijn echter grote problemen geweest met het verval van de constructie.